# سیکلوپیروکس
سیکلوپیروکس (انگلیسی: Ciclopirox) (که گاهی با نام اختصاری CPX یاد می‌شود) یک داروی ضد قارچ مصنوعی برای درمان موضعی درماتولوژیک قارچ‌های سطحی است. این دارو بیشتر در برابر تینه‌آ ورسیکالر به کار می‌رود است. این دارو با نام‌های تجاری بسیاری در سراسر جهان فروخته می‌شود.

## مصارف پزشکی
سیکلوپیروکس برای درمان کچلی و کچلی ناشی از تریکوفیتون روبروم، تریکوفیتون منتاگروفیتس و اپی‌درموفیتون فلوکوزوم و همچنین درماتیت سبورئیک اندیکاسیون دارد. این دارو در چشم یا واژن استفاده نمی‌شود و زنان شیرده باید قبل از مصرف با پزشک خود مشورت کنند، زیرا مشخص نیست که آیا سیکلوپیروکس وارد شیر انسان می‌شود یا خیر. هنگام استفاده از سیکلوپیروکس برای نخستین بار روی پوست ممکن است احساس سوزش داشته باشید.

## فارماکولوژی

### فارماکودینامیک
برخلاف آزول‌ها و سایر داروهای ضد قارچ، مکانیسم اثر سیکلوپیروکس به خوبی شناخته شده نیست. با این حال، از دست دادن عملکرد برخی از آنزیم‌های کاتالاز و پراکسیداز به عنوان مکانیسم اثر، و همچنین سایر اجزای مختلف متابولیسم سلولی نقش دارد. در مطالعه‌ای که برای روشن شدن بیشتر مکانیسم سیکلوپیروکس انجام شد، چندین جهش ساکارومایسس سرویزیه غربالگری و آزمایش شدند. نتایج حاصل از تفسیر اثرات درمان دارویی و جهش نشان داد که سیکلوپیروکس ممکن است اثر خود را با برهم زدن تعمیر DNA، سیگنال‌ها و ساختارهای تقسیم سلولی (دوک‌های میتوزی) و همچنین برخی از عناصر انتقال درون سلولی اعمال کند.
در حال حاضر به عنوان یک درمان جایگزین برای کتوکونازول برای درماتیت سبورئیک مورد بررسی قرار می‌گیرد زیرا رشد مخمر مالاسزیا فورفور را سرکوب می‌کند. نتایج اولیه اثربخشی مشابه کتوکونازول را با افزایش نسبی در تسکین علائم ذهنی به دلیل خواص ضد التهابی ذاتی آن نشان می‌دهد.